# Evangelio apócrifo de Juan

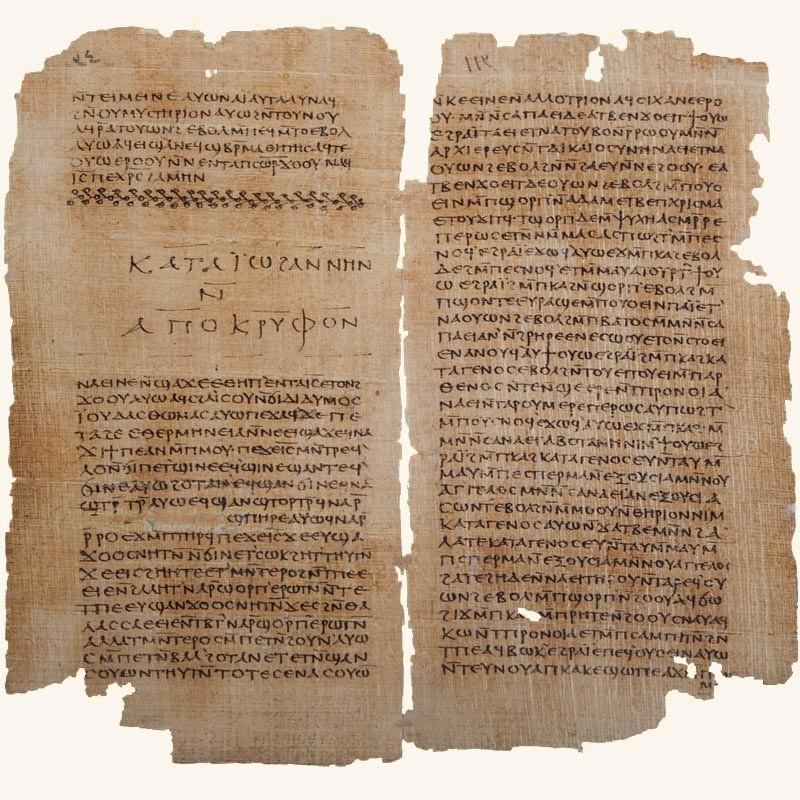
Evangelio apócrifo de Juan.

El Libro Secreto de Juan también Evangelio Apócrifo de Juan es un texto de enseñanzas gnósticas del siglo II, al cual se le ha dado un contexto cristiano. Describe una aparición de Jesús de Nazareth en la cual le da información privada al apóstol Juan después de que Cristo ascendiera al cielo.
Junto con el Evangelio de María Magdalena y el Libro de la Sabiduría de Jesucristo, pertenece a la colección de los Papiros Coptos (egipcios) de Berlín.

## Contenido
En su principal fragmento, se trata de un diálogo entre Jesús y sus discípulos, quienes se cuestionaban qué debían evitar para acceder al reino de los cielos:

"Pero ellos (los Discípulos) le contestaron: ¿A dónde iremos, pues contigo están las palabras de Vida Eterna? Dinos cuáles son los pecados que debemos evitar para que nunca más conozcamos la enfermedad y podamos entrar al reino de los cielos.
Jesús les contestó: «Hágase de acuerdo a vuestra fe», y se sentó entre ellos y dijo:
«Se ha dicho desde tiempo inmemorial: Honra a tu Padre Celestial y a tu Madre Terrenal, y obedece sus mandamientos, para que tus días sean largos sobre la tierra. 
Y luego se les dio el siguiente mandamiento: No matarás, porque la vida es dada a todos por Dios y lo que Dios ha dado no dejen que el hombre lo arrebate. Pues en verdad os digo que de una Madre procede todo lo que vive sobre la tierra. Por tanto quien mata, mata a su hermano. Y de él se alejará la Madre Terrenal y le retirará sus pechos vivificadores, y los ángeles le rehuirán y Satanás tendrá morada en su cuerpo."

"Y la carne de los animales muertos en su cuerpo se convertirá en su propia tumba. Pues en verdad os digo que quien mata, se mata a sí mismo, y quien come la carne de animales muertos come del cuerpo de la muerte. Pues cada gota de su sangre se mezcla con la suya y la envenena; su respiración es un hedor; su carne se llena de forúnculos; sus huesos se convierten en yeso; sus intestinos se llenan de descomposición; sus ojos se llenan de costras; y sus oídos de ceras. Y su muerte será la suya propia. Pues solamente en el servicio de vuestro Padre Celestial son vuestras deudas de siete años perdonadas en siete días. Mientras que Satán no os perdona nada y debéis pagarle todo. Ojo por ojo, diente por diente, mano por mano, pie por pie, herida por herida, vida por vida, muerte por muerte. Pues el precio del pecado es la muerte."

No matéis, ni tampoco comáis la carne de vuestras inocentes víctimas, no sea que os convirtáis en esclavos de Satanás. Pues ése es el camino del sufrimiento y conduce hacia la muerte. Pero obedeced la voluntad de Dios, para que sus ángeles os sirvan en el camino de la vida. Obedeced, por tanto, las palabras de Dios: «He aquí, os he dado toda hierba que produce semilla que crece sobre la faz de la tierra, y todo árbol en el cual esta el fruto de un árbol que produce semilla. Para ustedes será como carne; y a todas las bestias de la tierra, y a toda ave del cielo, y a todo lo que se arrastra sobre la tierra, donde hay aliento de vida, doy toda hierba verde como carne. También la leche de todo lo que se mueve y que vive sobre la tierra será como carne para vosotros. Al igual que a ellos les he dado toda hierba verde, así os doy a vosotros su leche. Pero la carne y la sangre que la vivifica, vosotros no comeréis».

"Luego otro discípulo dijo: «Moisés, el más grande de Israel, permitió a nuestros antepasados que comieran carne de bestias no impuras y prohibió la carne de bestias impuras. ¿Porque entonces, nos prohíbes Tú la carne de todas las Bestias? ¿Cuál ley proviene de Dios? ¿La de Moisés o la Tuya?»
"Y Jesús continuo: «Dios ordenó a vuestros antepasados «No matarás» pero sus corazones se endurecieron y siguieron matando. Entonces Moisés quiso que por lo menos no mataran a los hombres y les toleró que mataran a las bestias. Pero los corazones de vuestros antepasados se endurecieron aún más y mataron a hombres y a bestias por igual». 
"Pero Yo os digo: «No matéis hombres ni bestias, ni siquiera el alimento que ponéis en vuestras bocas, pues si comes alimento vivo, el mismo os vivificara, pero si matáis vuestro alimento, el alimento muerto os matará a vosotros también. Pues la vida proviene solo de la vida y la muerte proviene siempre de la muerte. Pues todo lo que mata a vuestro alimento mata también a vuestros cuerpos. Y todo aquello que mata vuestros cuerpos mata también a vuestros espíritus. Vuestros cuerpos se convierten en lo que vuestros alimentos son, así como vuestros espíritus se convierten igualmente en lo que vuestros pensamientos son»."
Por lo tanto, comed siempre de la mesa de Dios: Las frutas de los árboles, el grano y las hierbas del campo, la leche de las bestias y la miel de las abejas. Porque todo lo que está más allá de esto es Satanás y conduce por el camino del pecado y de las enfermedades hasta la muerte. Pero los alimentos que coméis de la abundante mesa de Dios os darán fortaleza y juventud a vuestro cuerpo y nunca sufriréis enfermedad.